# Gregorio Paltrinieri
Gregorio Paltrinieri (* 5. September 1994 in Carpi, Provinz Modena) ist ein italienischer Freistilschwimmer, spezialisiert auf die 800- und vor allem auf die 1500-Meter-Strecke, wo er auf europäischer und Weltebene alle Titel gewonnen hat. Er schwimmt mit recht hoher Schlagfrequenz und hat einen eher galoppierend anmutenden Kraulstil.

## Karriere und Erfolge
Bei den Weltmeisterschaften 2013 in Barcelona wurde Paltrinieri über 1500 Meter Dritter (14:45,37) hinter dem Chinesen Sun Yang (14:41,15) und Ryan Cochrane (14:42,48). Bei den Kurzbahnweltmeisterschaften 2014 in Doha gewann er den Titel über 1500 Meter in 14:16,10 min. vor dem Tunesier Oussama Mellouli und dem Kanadier Ryan Cochrane.
Bei den Europameisterschaften 2014 errang er die Titel über 1500 m in Europarekordzeit von 14:39,93 min und über 800 Meter in 7:44,98 min, jeweils vor dem Färöer Pál Joensen und seinem Landsmann Gabriele Detti.
Bei den Olympischen Spielen 2012 in London war im Finale der 1500 Meter für den Achtzehnjährigen nur ein 5. Platz in 14:51,92 min möglich. Hier siegte der Chinese Sun Yang in Weltrekordzeit von 14:31,02 min. Als Sun Yang im Finale über 1500 Meter Freistil bei den Weltmeisterschaften 2015 nicht antrat, gewann Paltrinieri sein erstes WM-Gold. Bei den Kurzbahneuropameisterschaften 2015 in Netanja holte er ebenfalls über diese Strecke den Titel und verbesserte mit 14:08,06 min den mit über 14 Jahren am längsten bestandenen Männer-Weltrekord von Grant Hackett.
Bei den Olympischen Spielen 2016 in Rio de Janeiro gewann er über 1500 Meter Freistil in 14:34,57 min die Goldmedaille. Bei den Olympischen Sommerspielen 2020 in Tokio im Jahr 2021 erlangte er über 10 km Freiwasserschwimmen die Bronzemedaille hinter dem deutschen Sieger Florian Wellbrock und dem Ungarn Kristóf Rasovszky sowie Silber über 800 Meter im Becken.
Paltrinieri schwamm am 14. August 2020 in Rom in 14:33,10 min Europarekord über 1500 Meter Freistil.

## Auszeichnungen
- Italiens Sportler des Jahres (La Gazzetta dello Sport): 2015, 2016